# Roadmovie

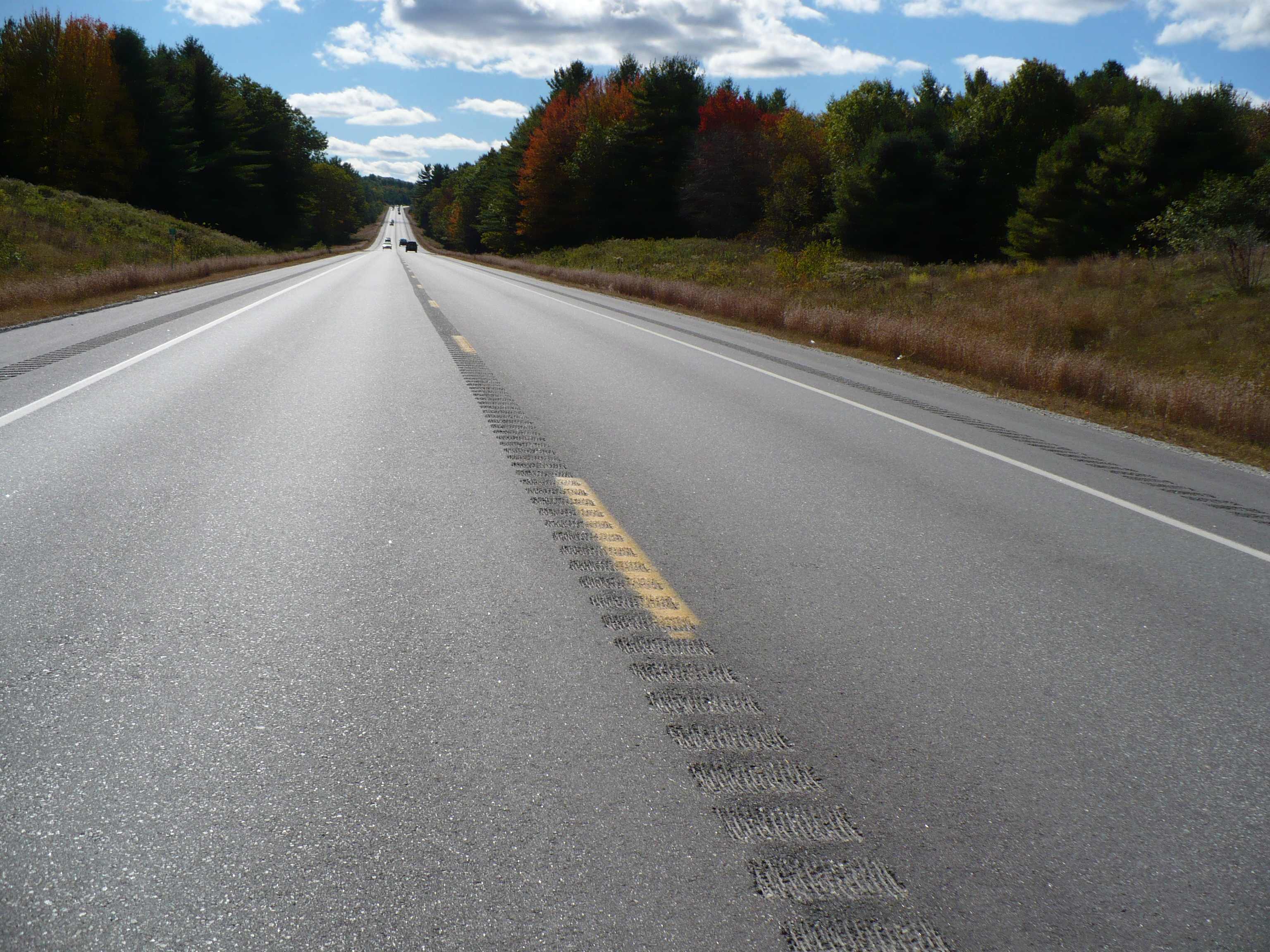
Highway.

Een roadmovie is de algemene naam voor een filmgenre waarin de hoofdpersonen een reis maken. Die reis staat gedurende de hele film centraal. Vaak ondergaan de hoofdpersonages ook een mentale reis.
Het genre heeft zijn wortels in oude verhalen over epische reizen en tochten zoals de Odyssee.

## Kenmerken

### Begin
De film begint vaak met een situatie die de protagonist(en) ertoe aanzet een reis te gaan maken. Dat kan zijn dat ze op zoek willen naar de vrijheid. De weg en de reis zijn dan een metafoor voor die vrijheid. Andere redenen kunnen zijn dat de protagonist op zoek moet naar iets of iemand die zich ver weg bevindt, of op de vlucht is en een nieuw thuis zoekt.
De reden van de reis hoeft niet altijd al direct aan het begin van de film te worden onthuld. Er zijn ook films waarin de protagonisten bij aanvang al met hun reis begonnen zijn en men later (via verhalen die ze vertellen of via een flashback) het motief van de reis te zien krijgt.

### Verloop
Een vast thema in roadmovies is dat de reis de protagonisten verandert. Zo kunnen ze fysiek of mentaal groeien, wijze levenslessen opdoen, of hun oude fouten gaan inzien.
Roadmovies zijn vaak ook opgedeeld in meerdere episodes, waarin de protagonisten steeds een andere hindernis tegenkomen die overwonnen dient te worden als ze verder willen met hun reis.

### Einde
De roadmovies eindigen meestal op een van vijf manieren:
- De protagonisten vinden op het einde van hun bestemming een nieuwe thuis en blijven daar.
- De protagonisten komen triomfantelijk aan op hun bestemming en keren wijzer terug naar huis.
- De reis blijft voortduren, de laatste scène is meestal de protagonisten die de weg afleggen.
- De protagonisten realiseren zich dat ze nooit meer naar huis kunnen gaan en plegen zelfmoord of worden vermoord.
- De film eindigt met een open einde, waarin niks wordt onthuld over wat de protagonisten nu verder besluiten te doen.

## Lijst van roadmovies
| - It Happened One Night (1934) - The Grapes of Wrath (1940) - Detour (1945) - The Long, Long Trailer (1954) - Wild Strawberries (1957) - Il sorpasso (1962) - It's a Mad, Mad, Mad, Mad World (1963) - La Grande Vadrouille (1966) - Easy Rider (1969) - Duel (1971) - Vanishing Point (1971) - Two-Lane Blacktop (1971) - Badlands (1973) - Der Ostfriesen Report (1973) - The Last Detail (1973) - Scarecrow (1973) - Alice in den Städten (1974) - Cocorico Monsieur Poulet (1974) - Falsche Bewegung (1975) - The Passenger (1975) - Im Lauf der Zeit (1976) - The Car (1977) - Les Rendez-vous d'Anna (1978) - Mad Max (1979) - Carny (1980) - The Cannonball Run (1981) - Mad Max 2 (1981) - Honkytonk Man (1982) - National Lampoon's Vacation (1983) - Paris, Texas (1984) - Mad Max Beyond Thunderdome (1985) | - The Hitcher (1986) - Planes, Trains & Automobiles (1987) - Rain Man (1988) - Wild at Heart (1990) - Thelma & Louise (1991) - My Own Private Idaho (1991) - Dutch (1991) - A Perfect World (1993) - Kalifornia (1993) - The Adventures of Priscilla, Queen of the Desert (1994) - Natural Born Killers (1994) - Speed (1994) - Dead Man (1995) - Compagna di viaggo (1996) - Freeway (1996) - Excess Baggage (1997) - Overnight Delivery (1998) - Fear and Loathing in Las Vegas (1998) - Bye Bye Blue Bird (1999) - Kikujiro (1999) - The Straight Story (1999) - Road Trip (2000) - Jeepers Creepers (2001) - Joy Ride (2001) - Rat Race (film) (2001) - Y tu mamá también (2001) - About Schmidt (2002) - Road to Perdition (2002) - Vozvrasjtsjenie (2003) (aka The Return) | - Harold & Kumar Go to White Castle (2004) - EuroTrip (2004) - Diarios de motocicleta (2004) - Everything is Illuminated (2005) - Transamerica (2005) - Elizabethtown (2005) - Joyride (2005) - TranSylvania (2006) - Children of Men (2006) - Little Miss Sunshine (2006) - The Darjeeling Limited (2007) - Death Proof (2007) - Into the Wild (2007) - Wild Hogs (2007) - Joy Ride: Dead Ahead (2008) - Zombieland (2009) - Due Date (2010) - On the Road (2012) - Drive Angry (2011) - Hick (2011) - Rabat (2011) - Dust Up (2012) - Jackie (2012) - Kampioen zijn blijft plezant! (2013) - Nebraska (2013) - Joy Ride 3: Roadkill (2014) - Wild (2014) - Mad Max: Fury Road (2015) - Green Book (2018) |